# John Fernhout
Johannes Hendrik (John) Fernhout (Bergen (NH), 9 augustus 1913 – Jeruzalem, 1 maart 1987), was een Nederlands filmer en fotograaf. Hij is ook bekend onder de naam John Ferno en onder het pseudoniem Pieter Bruggens.

## Leven
Fernhout werd geboren als zoon van de filosoof Hendrik Fernhout en de schilderes Charley Toorop. Het huwelijk van zijn ouders liep in 1917 op de klippen. Met zijn moeder en zijn broer Edgar woonde hij vanaf 1922 in een voor hen gebouwd huis te Bergen, maar in 1926 verhuisde het gezin naar Amsterdam. Fernhout werd in 1928 leerling-cameraman bij Joris Ivens, een vriend van zijn moeder. Hij studeerde cinematografie in Parijs en bezocht de Agfa-Schule in Berlijn. Via de fotograaf György Kepes leerde hij hier de Hongaars-joodse fotografen Robert Capa en Eva Besnyö kennen. Eind 1930 keerde hij naar Nederland terug. In 1932 werden Fernhout en Besnyö, die hem naar Nederland was gevolgd, lid van de Vereeniging van Arbeiders-Fotografen. Ze maakten foto's in de sloppenwijken van Koserdö en Fernhout maakte foto's van het Jordaanoproer. Daarnaast was hij camera-assistent bij Ivens. In 1933 trouwde hij met Besnyö. Hij gaf in 1934 les aan de Filmtechnische Leergang, een filmopleiding die was opgezet door Willem Bon, en werd in datzelfde jaar door de Belgische regisseur Henri Storck gevraagd als cameraman voor een drieluik dat in 1935 werd uitgebracht (waaronder een reportage over de Frans-Belgische Paaseilandexpeditie). Ook was hij in 1934 camera-assistent bij de opnamen van Het Meisje met den Blauwen Hoed. Voor de Communistische Partij Holland maakte hij onder het pseudoniem Pieter Bruggens een propagandafilm voor de verkiezingen in 1937. In hetzelfde jaar werkte hij onder de naam John Ferno mee aan Spanish earth, een documentaire van Ivens over de Spaanse Burgeroorlog, en in 1938 was hij cameraman voor The 400 million, een film over de Japanse inval in China, eveneens van Ivens.

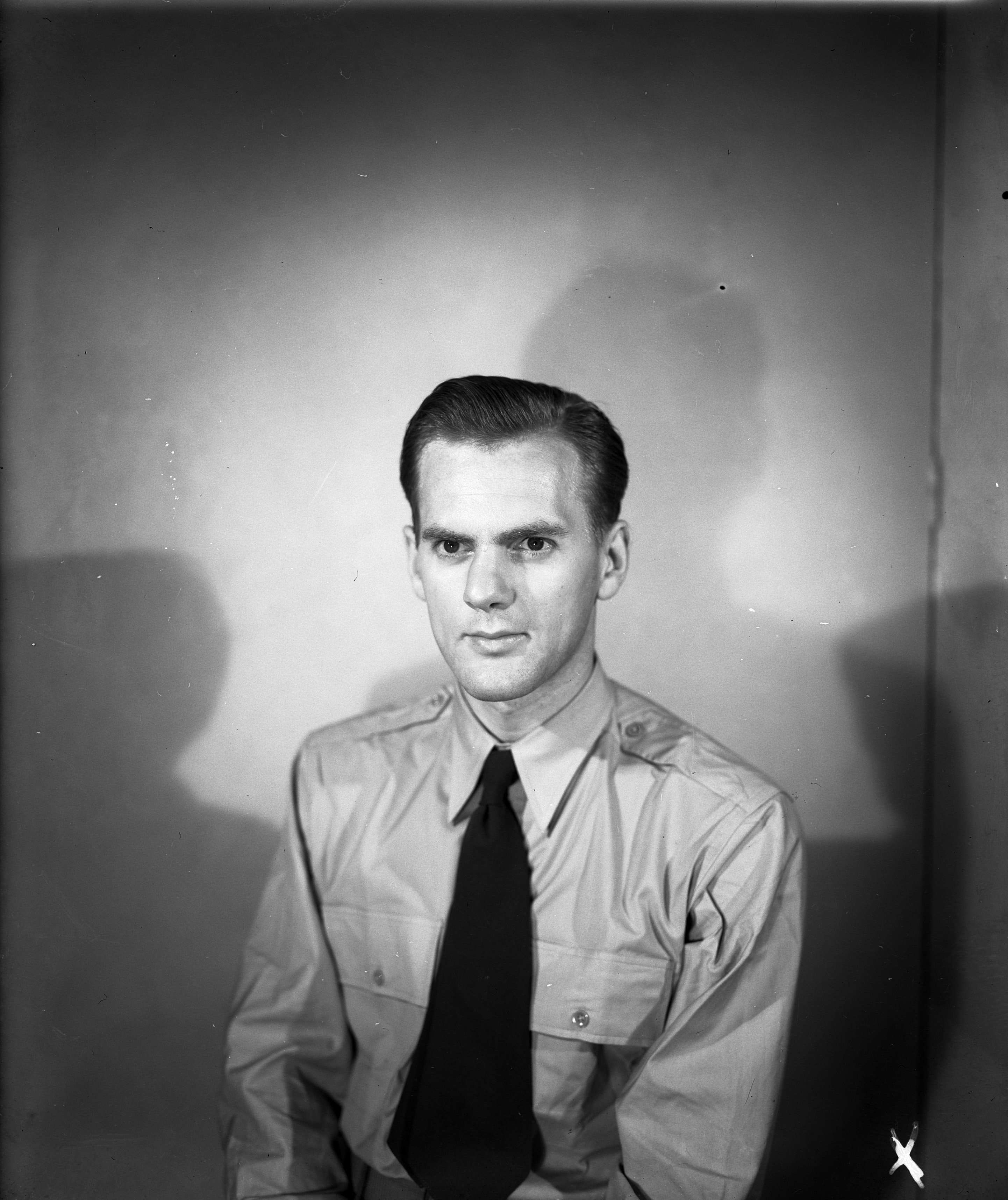
Fernhout in New York (c.1943)

Zijn huwelijk met Besnyö was inmiddels op de klippen gelopen en in 1939 vertrok Fernhout naar New York, maar om haar te beschermen tegen de Duitse bezetter bleven ze tijdens de Tweede Wereldoorlog formeel getrouwd. Uit zijn relatie met de Amerikaanse danseres Polly Korchien werd in 1942 zijn zoon Douwes geboren en in 1945 scheidde hij van Besnyö om met Korchien te trouwen.
Na de oorlog maakte Fernhout een groot aantal documentaires. Zijn marxistische achtergrond zwoer hij af. Fernhout werd in 1965 bekend met een film over het Zwitserse leger (Fortress of peace) en kreeg een Gouden Palm voor Sky over Holland, een documentaire over de verwantschap tussen Nederlandse kunst en het Nederlandse landschap. Zijn zoon was inmiddels zijn vaste cameraman geworden. Van 1973 tot 1980 maakten ze samen veel films in Israël. Nadat zijn tweede vrouw in 1962 was overleden trouwde Fernhout in 1978 voor de derde maal, nu met Julia Wiener, die uit de Sovjet-Unie kwam.

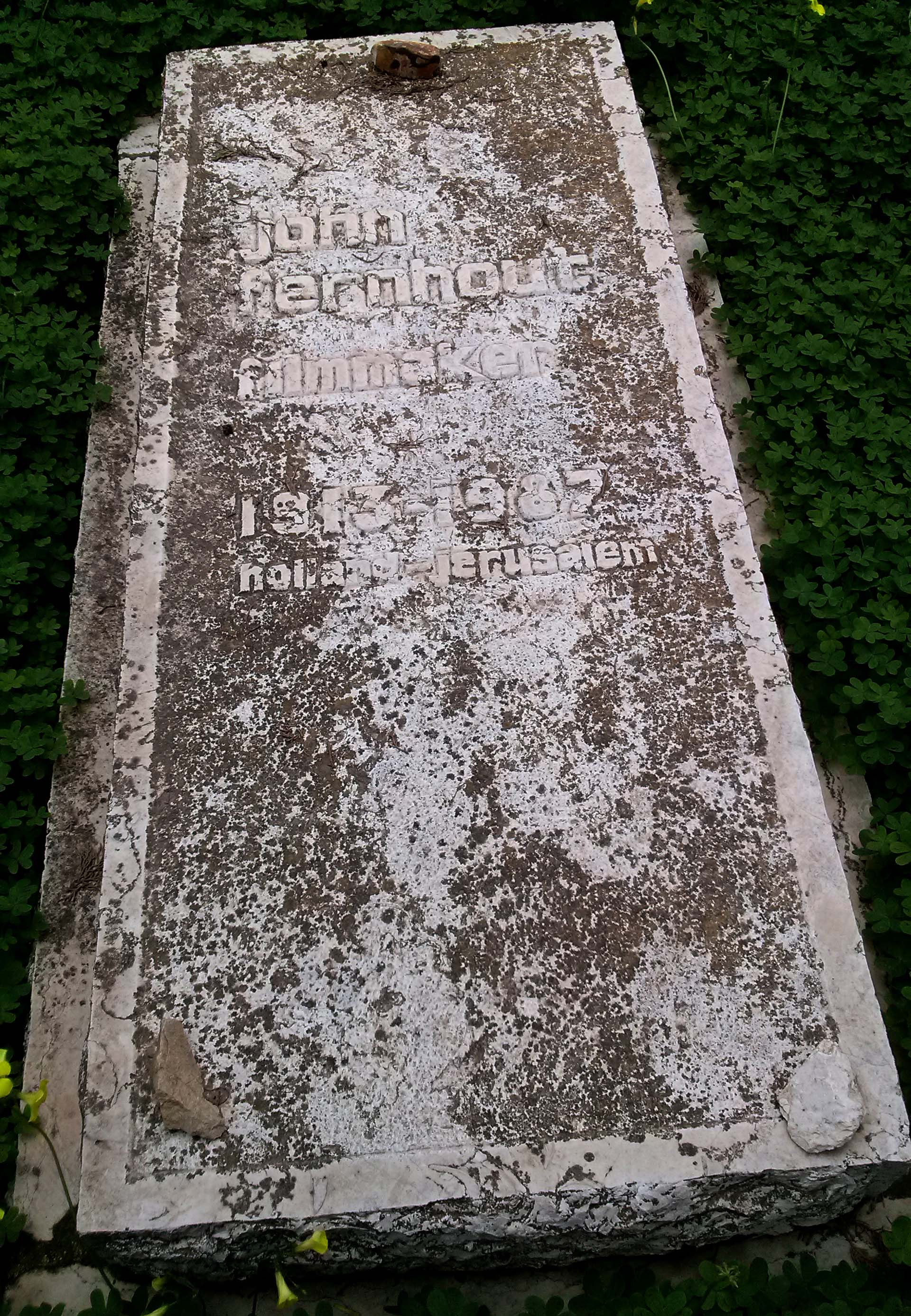

In de jaren '80 maakte Fernhout nog drie films in Nederland: Drie generaties (1983), over zijn grootvader Jan Toorop, zijn moeder Charley Toorop en zijn broer Edgar Fernhout; Mijn generatie is zwart-wit (1984), over de fotograaf Cas Oorthuys; en Het bewaarde landschap, over Nationaal Park De Hoge Veluwe en het Kröller-Müller Museum.
Fernhout overleed op 73-jarige leeftijd. In de filmwijk van Almere is een straat naar hem genoemd en op Haveneiland West (IJburg) een hof.
Bij een brand eind november 2009 in de opslag van City Box in Amsterdam-Noord is origineel filmmateriaal van Fernhout verloren gegaan.

## Filmografie

### cameraman
- Branding (1929)
- Zuiderzeewerken (1930)
- Philips Radio (1932)
- Nieuwe gronden (1933)
- Productie van gastroduodenal ulcers bij de hond (1934)
- Het Meisje met den Blauwen Hoed (1934)
- The Spanish Earth (1937) (als John Ferno)
- The 400 Million (1939) (als John Ferno)

### regisseur
- Hallo Everybody (1933) (assistent-regisseur)
- L'île de Pâques (1934)
- The Last Shot (1946) (als John Ferno)
- Forgotten Island (1947) (als John Ferno)
- Fortress of Peace (1965)
- Sky Over Holland (1967)

- Bibliothèque nationale de France: cb14891561s (data)
- Biografisch Portaal: 29483160
- Gemeinsame Normdatei: 123864356
- International Standard Name Identifier: 0000 0000 7328 579X
- Library of Congress Control Number: no2002029343
- Nationale Bibliotheek van Israël: 987007446680605171
- Nederlandse Thesaurus van Auteursnamen: 072694645
- PIC: 322042
- RKD-Nederlands Instituut voor Kunstgeschiedenis: 128069
- Système universitaire de documentation: 155497111
- Union List of Artist Names: 500337408
- Virtual International Authority File: 57531409
- WorldCat: E39PBJqqkDpMDJGK4GV8GKH3cP